# Estación de Argüelles
Argüelles es una estación de las líneas 3, 4 y 6 del Metro de Madrid ubicada bajo el cruce de la calle de la Princesa con Marqués de Urquijo, entre los distritos de Moncloa-Aravaca y Chamberí. Su nombre hace honor al abogado y político español Agustín Argüelles.
Del 31 de mayo al 5 de septiembre de 2025, los andenes de línea 6 permanecen cerrados por el cierre del arco oeste Moncloa-Méndez Álvaro, cortado por obras de automatización de línea. Se establece un Servicio Especial de autobús gratuito entre ambas estaciones.

## Historia
La estación fue inaugurada el 15 de julio de 1941 como cabecera de la línea 3, ubicándose bajo la calle de la Princesa en el tramo comprendido entre el cruce con Alberto Aguilera y el cruce con Altamirano. Ha sufrido una profunda remodelación durante los veranos de 2004, 2005 y 2006, como toda la línea 3, pasando los andenes de 60 a 90 m y haciéndola accesible para personas con movilidad reducida.
Los andenes de la línea 4 se encuentran bajo la calle Alberto Aguilera entre los cruces con Gaztambide y Andrés Mellado. Está situada a la misma profundidad que la estación de la línea 3 (lo cual impide la prolongación de la línea 4) y comunica con esta a través de un vestíbulo común ubicado en la intersección de Princesa y Alberto Aguilera. Es cabecera de línea y tiene un andén lateral y un andén central. La estación abrió al público el 23 de marzo de 1944. Existe un ascensor inclinado que conecta dos pasillos entre las líneas 6 y 4.
Los andenes de la línea 6 se encuentran a mayor profundidad que los de las otras dos líneas, y se sitúan entre las calles de Marqués de Urquijo y Buen Suceso. Conectan con los andenes de las otras dos líneas mediante escaleras mecánicas, unas van a parar al vestíbulo común de las tres líneas y otras al andén central de la línea 4. La estación abrió al público el 10 de mayo de 1995.
El precioso mosaico que se puede apreciar en el vestíbulo de la calle Princesa, fue realizado en 1995, por el artista Juan Manuel Ruíz Sorroche (31/5/1962-8/7/2024). Sus premios ganados son en el X Certamen Nacional y en el VII Certamen Internacional de Pintura "Miradas"
El 1 de abril de 2017 se eliminó el horario especial de todos los vestíbulos que cerraban a las 21:40 y la inexistencia de personal en dichos vestíbulos.
Los andenes de la línea 4 permanecieron cerrados entre el 13 de enero y el 6 de marzo de 2020 por obras en la línea. El servicio en las demás líneas se prestó sin alteraciones.

## Accesos
Vestíbulo Alberto Aguilera
- Princesa C/ Princesa, 56
- Alberto Aguilera C/ Alberto Aguilera, 70
- Ascensor C/ Alberto Aguilera, 70

Vestíbulo Altamirano
- Altamirano C/ Princesa, 65 (esquina C/ Altamirano). Acceso directo a los andenes de la Línea 3

Vestíbulo Guzmán el Bueno
- Guzmán el Bueno C/ Alberto Aguilera, 62 (entre C/ Andrés Mellado y C/ Guzmán el Bueno). Acceso directo a los andenes de la Línea 4
- Ascensor C/ Alberto Aguilera, 62.

## Líneas y conexiones

### Metro

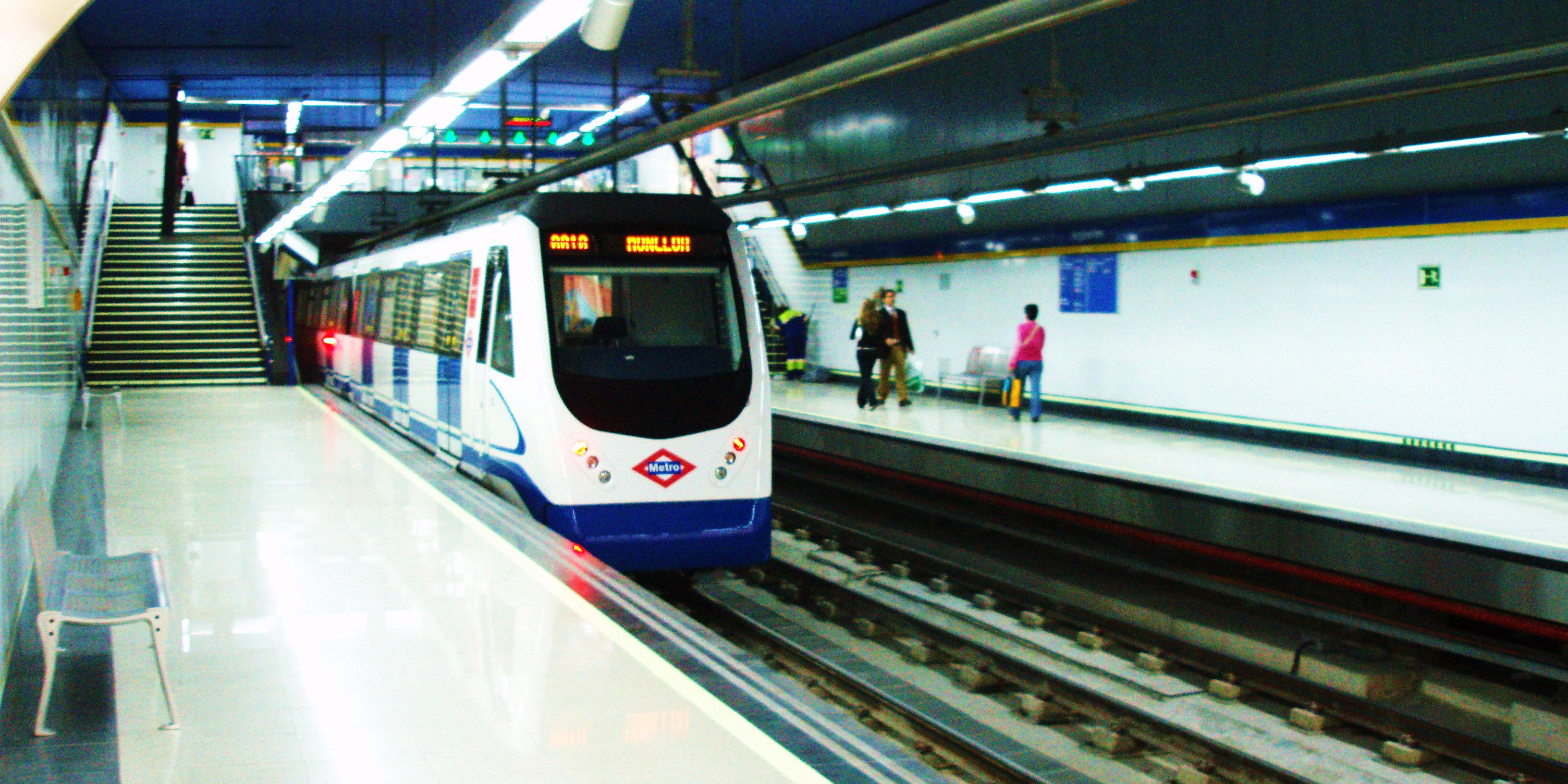
Andenes de la línea 3

| << cabecera        | < estación        | línea | cabecera >>    |
| ------------------ | ----------------- | ----- | -------------- |
| El Casar           | Ventura Rodríguez |       | Moncloa        |
| Pinar de Chamartín | San Bernardo      |       | final de línea |
| Príncipe Pío       | Príncipe Pío      |       | Moncloa        |

### Autobuses
| Diurnos                             |                                                   |                                          |
| Autobuses con cabecera en Argüelles |                                                   |                                          |
| Línea                               | Destino                                           | Parada                                   |
| C03                                 | Puerta de Toledo (por los Bulevares y las Rondas) | 289 ARGÜELLES (C/ Alberto Aguilera)      |
| 002                                 | Puerta de Toledo (por Malasaña y Sevilla)         | 2111 ARGÜELLES (C/ Alberto Aguilera)     |
| Autobuses pasantes en Argüelles     |                                                   |                                          |
| Línea                               | Destino                                           | Parada                                   |
| 2                                   | Reina Victoria                                    | 176 ARGÜELLES (C/ Blasco de Garay)       |
| 2                                   | Manuel Becerra                                    | 192 ARGÜELLES (C/ Guzmán el Bueno)       |
| 1                                   | Prosperidad                                       | 735 ARGÜELLES (C/ Princesa, 47)          |
| 44                                  | Callao                                            | 735 ARGÜELLES (C/ Princesa, 47)          |
| 133                                 | Callao                                            | 735 ARGÜELLES (C/ Princesa, 47)          |
| 138                                 | San Ignacio de Loyola                             | 735 ARGÜELLES (C/ Princesa, 47)          |
| C2                                  | Circular 2 (> Embajadores)                        | 735 ARGÜELLES (C/ Princesa, 47)          |
| 001                                 | Estación de Atocha                                | 735 ARGÜELLES (C/ Princesa, 47)          |
| 1                                   | Cristo Rey                                        | 736 ARGÜELLES (C/ Princesa, 50)          |
| 44                                  | Marqués de Viana                                  | 736 ARGÜELLES (C/ Princesa, 50)          |
| 133                                 | Mirasierra                                        | 736 ARGÜELLES (C/ Princesa, 50)          |
| 138                                 | Cristo Rey                                        | 736 ARGÜELLES (C/ Princesa, 50)          |
| C1                                  | Circular 1 (> Cuatro Caminos)                     | 736 ARGÜELLES (C/ Princesa, 50)          |
| 001                                 | Moncloa                                           | 736 ARGÜELLES (C/ Princesa, 50)          |
| 21                                  | Bº El Salvador                                    | 1219 ARGÜELLES (C/ Alberto Aguilera, 69) |
| 21                                  | Pº Pintor Rosales                                 | 1220 ARGÜELLES (C/ Alberto Aguilera, 41) |
| Nocturnos                           |                                                   |                                          |
| Línea                               | Destino                                           | Parada                                   |
| N21                                 | Cibeles                                           | 735 ARGÜELLES (C/ Princesa, 47)          |
| NC2                                 | Circular 2 (> Pza. España - Atocha)               | 735 ARGÜELLES (C/ Princesa, 47)          |
| N21                                 | Arroyo del Fresno                                 | 736 ARGÜELLES (C/ Princesa, 50)          |
| NC1                                 | Circular 1 (> Cuatro Caminos - Manuel Becerra)    | 736 ARGÜELLES (C/ Princesa, 50)          |